# 명장동
명장동(鳴藏洞)은 대한민국 부산광역시 동래구의 법정동이다. 행정동으로 명장1·2동으로 나뉜다.